# Elfstedentocht
Elfstedentocht (Элфстедентохт, рус. Тур одиннадцати городов) — нерегулярный конькобежный ультрамарафон на дистанции около 200 км, проходящий во Фрисландии (Нидерланды). Маршрут соревнования кольцевой, начало и конец дистанции — город Леуварден. Марафон, дистанция которого проходит по рекам, каналам и прудам Фрисландии, проводится с 1890 года и носит официальный статус с 1909 года.

## Дистанция
Дистанция гонки проходит по рекам, каналам и прудам Фрисландии, соединяя так называемые 11 фризских городов. Кольцевой маршрут начинается и заканчивается в административном центре Фрисландии — городе Леувардене (финишная черта проходит у мельницы Бюллемолен). Другие города, по которым проходит маршрут, — Снек, Эйлст, Слотен, Ставерен, Хинделопен, Воркюм, Болсвард, Харлинген, Франекер и Доккюм.
Общая протяжённость дистанции — около 200 км, что делает её самым длинным повторяющимся конькобежным соревнованием в мире. Точная длина дистанции и её направление на протяжении истории менялись; в частности, в 1933 году изменения были связаны с увеличением количества участников. Нерегулярность проведения объясняется тем, что на всём протяжении дистанции толщина льда должна составлять не менее 15 см.

## История
Хотя история использования коньков в Нидерландах уходит корнями как минимум в XIII век, точно неизвестно, когда конькобежные забеги на сверхдлинные дистанции начали охватывать все одиннадцать фризских городов. Однако понятие Elfstedentocht (буквально «путешествие между 11 городами») появляется в стихотворном источнике уже в 1749 году. В эти годы в Elfstedentocht участвовали молодые крестьяне, на коньках объезжавшие трактиры всех одиннадцати городов. Этот маршрут упоминается и в книге 1763 года, посвящённой многодневным конькобежным соревнованиям.

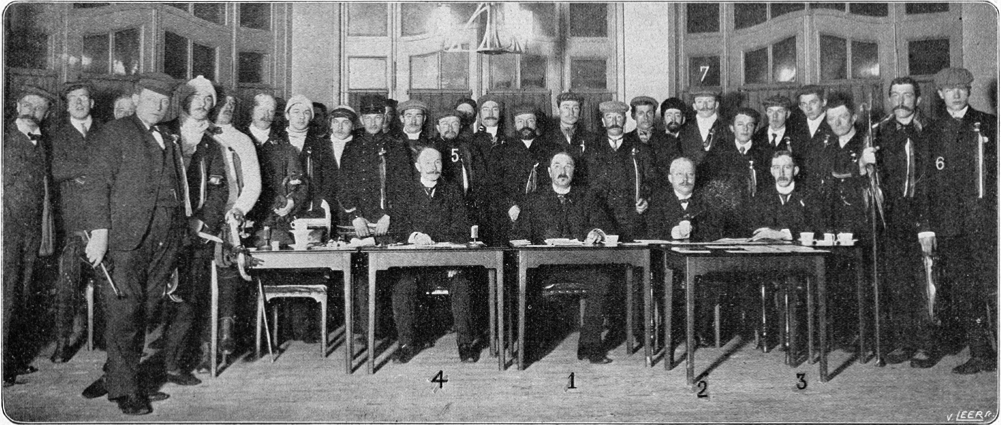
Участники соревнования 1909 года

Начиная с 1809 года упоминания тура 11 городов в источниках становятся регулярными; к этому же периоду относится первое зафиксированное время победителя — 14 часов 30 минут. 21 декабря 1890 года на дистанцию вышли сразу 227 участников, из них шесть женщин; время победителя — Виллема (Пима) Мюллира — составило 12 часов 55 минут.
Официальный статус Elfstedentocht получил в 1909 году. Пим Мюллир, сыгравший важную роль в развитии сразу нескольких видов спорта в Нидерландах, организовал это соревнование при поддержке Фризского конькобежного союза. В забеге 1909 года приняло участие намного меньше человек, чем в 1890 году — на лёд вышли лишь 23 (по другим данным, 22) участника.
В начальный период мнения о главной задаче соревнования разделились: часть организаторов рассматривала его как чисто спортивное мероприятие, в то время как другие видели в нём возможность пропаганды здорового образа жизни. Начиная с 1917 года (третий официальный Elfstedentocht) количество людей, участвовавших в забеге для собственного удовольствия, превысило число спортсменов-конькобежцев. Хотя победа в забеге не предполагала денежной награды — победитель получал только золотую медаль, — Elfstedentocht оставался популярным и среди ведущих конькобежцев Нидерландов. Так, гонки 1912 и 1917 года выиграл экс-чемпион мира в многоборье Кун де Конинг, а победитель 1954 года Йен ван ден Берг в дальнейшем стал вице-чемпионом Нидерландов и показал 4-е место на дистанции в 10 000 метров на чемпионате мира 1960 года. В гонке 1985 года принимали участие призёры чемпионатов мира и Европы на классических дистанциях, хотя им не удалось показать хороших результатов на финише. Из других именитых участников следует отметить короля Нидерландов Виллема-Александра: в 1986 году будущий король принял участие в соревновании инкогнито, под псевдонимом «В. А. ван Бюрен».
В общей сложности Elfstedentocht официально проводился 15 раз, в последний раз — в 1997 году. Самый долгий период, в который не проводилось гонки, составил 20 лет (с 1964 по 1984 год), однако в связи с общим потеплением климата этот рекорд может быть побит: один из членов организационного комитета соревнования не исключил возможности, что оно уже никогда больше не состоится. О надеждах на новый Elfstedentocht сообщалось в 2009 и 2010 году, когда температуры на значительный промежуток времени опускались ниже нуля, но нужные для проведения гонки условия не были достигнуты. В 2012 году условия были близки к оптимальным, однако толщина льда в районе Ставерена оказалась недостаточной, составив всего 2 см. На других участках дистанции толщина льда составляла от 8 до 11 см, но его качество оценивалось как низкое, и 8 февраля 2012 года было объявлено, что соревнование не состоится и на этот раз.
В 2000 году Elfstedentocht был включён правительством Нидерландов в список важнейших событий в культурной жизни страны. В рамках ратификации Нидерландами конвенции ЮНЕСКО о нематериальном культурном наследии выдвигались предложения о включении этого соревнования в список всемирного нематериального наследия.

## Победители
В трёх случаях победителя соревнования не удалось установить однозначно. В 1933 году чемпионское звание разделили два участника, а в 1940 году финишную черту пересекли, взявшись за руки, сразу пять конькобежцев. Оргкомитет соревнования после долгих обсуждений решил, что такие действия нарушают правила, и когда подобное было повторено в 1956 году, пятёрка нарушителей едва не была дисквалифицирована. Официально в гонке 1956 года победителей не было.
| Год  | Число участников | Победитель                                                       | Дистанция (км) | Время победителя |
| ---- | ---------------- | ---------------------------------------------------------------- | -------------- | ---------------- |
| 1890 | 227              | Виллем Йохан Херман Мюлир                                        |                | 12:55            |
| 1909 | 22               | Минне Хукстра                                                    | 189            | 13:50            |
| 1912 | 60               | Кун де Конинг                                                    | 189            | 11:40            |
| 1917 | 150              | Кун де Конинг                                                    | 189            | 09:53            |
| 1929 | 304              | Карст Лембург                                                    | 191            | 11:49            |
| 1933 | 512              | Абе де Врис Сипке Кастелейн                                      | 195            | 09:53            |
| 1940 | 3404             | Пит Кейзер Ауке Адема Кор Йонгерт Дюрк ван дер Дёйм Шауке Вестра | 198,5          | 11:30            |
| 1941 | 2499             | Ауке Адема                                                       | 198,5          | 9:19             |
| 1942 | 4857             | Ситзе де Грот                                                    | 198            | 08:44            |
| 1947 | 2068             | Ян ван дер Хорн                                                  | 191            | 10:51            |
| 1954 | 2745             | Йен ван дер Берг                                                 | 198,5          | 07:35            |
| 1956 | 6070             | Йен Наута Ян ван дер Хорн Ад Конинг Маус Вейнхаут Антон Верхувен | 190,5          | 08:46            |
| 1963 | 10 007           | Рейнир Папинг                                                    | 196,5          | 10:59            |
| 1985 | 16 176           | Эверт ван Бентхем                                                | 196,8          | 06:47            |
| 1986 |                  | Эверт ван Бентхем                                                | 199,3          | 06:55            |
| 1997 |                  | Хенк Ангенент                                                    | 199,6          | 06:49            |

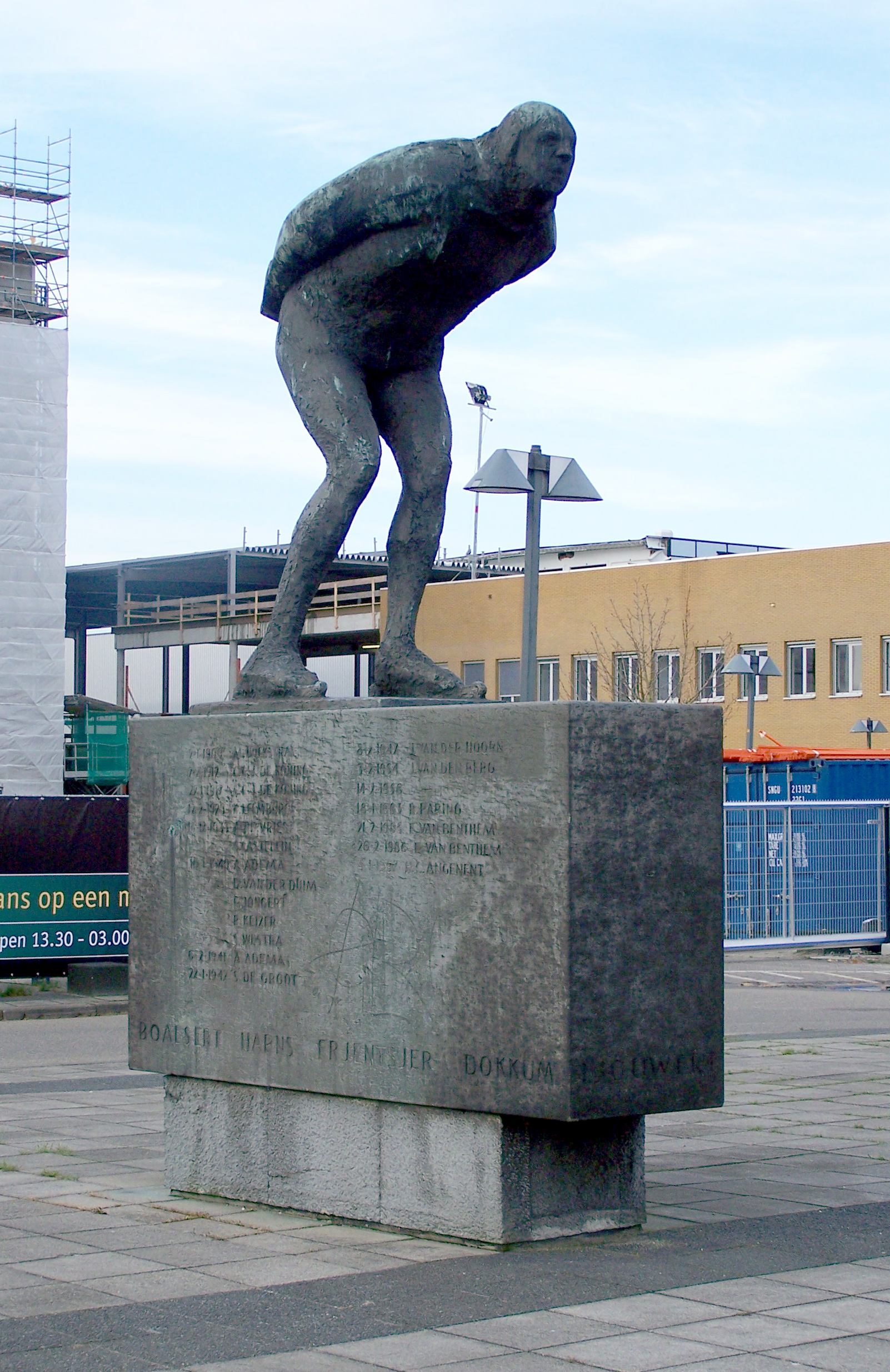
На пьедестале памятника участникам соревнования в Леувардене высечены имена всех победителей

С 1985 года в соревновании принимают участие женщины. В этой гонке первой среди женщин пришла к финишу Лени ван дер Хорн. В 1986 году победительницей среди женщин стала Тинеке Дейксхорн, а в 1997 году — Класина Сейстра.